# غارث نوكس
غارث نوكس (بالإنجليزية: Garth Knox)‏ هو موسيقي أيرلندي، ولد في 8 أكتوبر 1956 في دبلن في جمهورية أيرلندا.

## وصلات خارجية
- الموقع الرسمي
- غارث نوكس على موقع ميوزك برينز (الإنجليزية)
- غارث نوكس على موقع ديسكوغز (الإنجليزية)